# Flags (Coldplay)
Flags è un singolo del gruppo musicale Coldplay, pubblicato il 21 dicembre 2020 come quarto estratto dall'ottavo album in studio Everyday Life.

## Descrizione
Il brano è stato originariamente incluso come bonus track dell'edizione giapponese dell'album e scartato da quella standard in quanto il gruppo riteneva che «gli spazi di Everyday Life erano stati riempiti» e pertanto «l'abbiamo dovuto allontanare socialmente». Il testo ruota attorno al concetto di essere all'altezza del proprio potenziale e di essere orgogliosi di noi stessi.

## Tracce
Testi e musiche di Guy Berryman, Jonny Buckland, Will Champion e Chris Martin.
1. Flags – 3:36

## Formazione
Crediti tratti dall'edizione giapponese di Everyday Life.
Gruppo
- Chris Martin – voce, chitarra, Wurlitzer
- Jonny Buckland – chitarra
- Guy Berryman – basso, percussioni
- Will Champion – batteria, cori

Altri musicisti
- Rik Simpson – cori

Produzione
- Rik Simpson – produzione
- Daniel Green – produzione
- Bill Rahko – produzione
- Mark "Spike" Stent – missaggio
- Michael Freeman – assistenza al missaggio
- Matt Wolach – assistenza al missaggio
- Bastien Lozier – assistenza tecnica
- Pierre Houlé – assistenza tecnica
- Baptiste Leroy – assistenza tecnica
- Erwan Abbas – assistenza tecnica

## Classifiche
| Classifica (2021) | Posizione massima |
| ----------------- | ----------------- |
| Croazia           | 67                |
| Islanda           | 38                |